# Langobardisches Recht
Das langobardische Recht ist eines der bedeutendsten germanischen Volksrechte, dessen Grundkodifikation das Edictum Rothari (auch Edictus) von 643 bildete, durch das nach einer Zeit früher Romanisierung und Christianisierung König Rothari das alte Stammesgewohnheitsrecht der Langobarden festigte, erneuerte und besserte.
Das Edikt bringt den Gedanken des Zusammenwirkens von König und Volk bei der Rechtschaffung zum Ausdruck. 
Es fließt mit den ergänzenden Gesetzen der späteren langobardischen Könige und mit den unter fränkischer Herrschaft hinzugefügten Kapitularien im 11. Jahrhundert zum Liber Papiensis – der Rechtsschule von Pavia zugeschrieben – zusammen, dessen Handschriften mit Liber legis Langobardorum betitelt sind.